# Regione Metropolitana di Maceió
La regione metropolitana di Maceió è l'area metropolitana di Maceió nello Stato dell'Alagoas in Brasile.

## Comuni
Comprende 11 comuni:
- Maceió
- Rio Largo
- Marechal Deodoro
- Pilar
- Barra de São Miguel
- Barra de Santo Antônio
- Messias
- Satuba
- Coqueiro Seco
- Santa Luzia do Norte
- Paripueira